# Rathaus (Bozen)

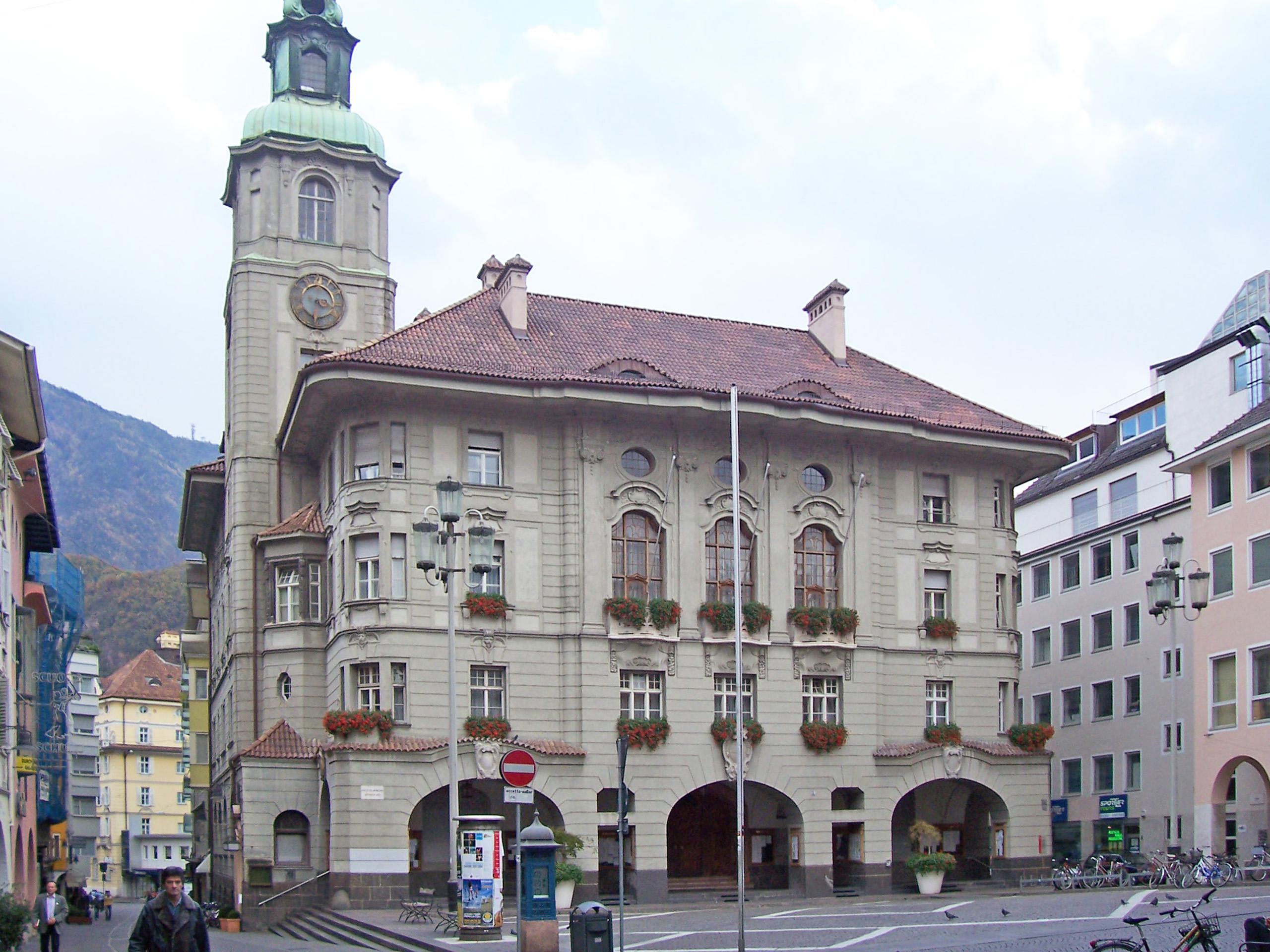
Das Bozner Rathaus

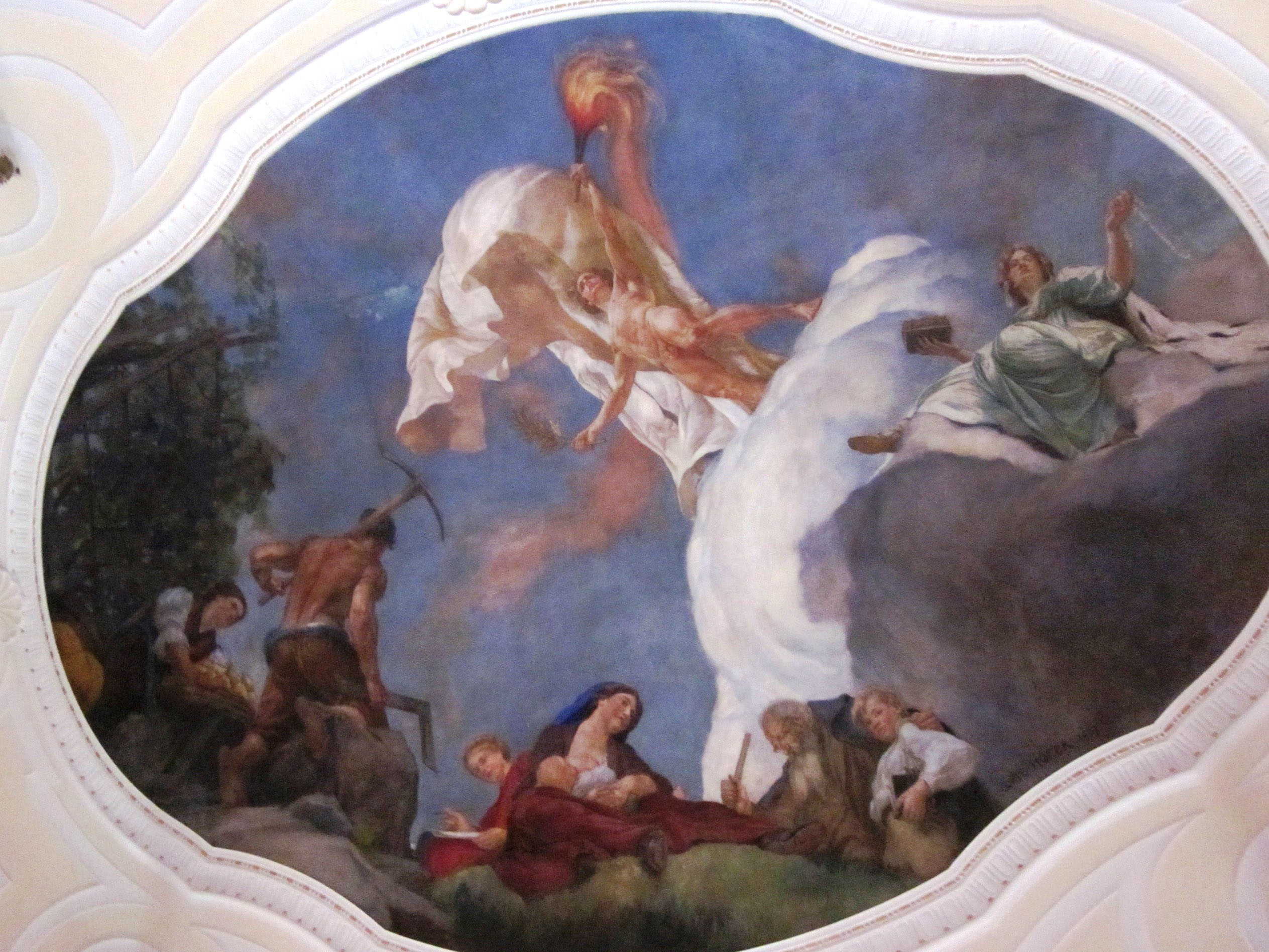
Das Deckengemälde von Gottfried Hofer im Bozner Gemeinderatssaal

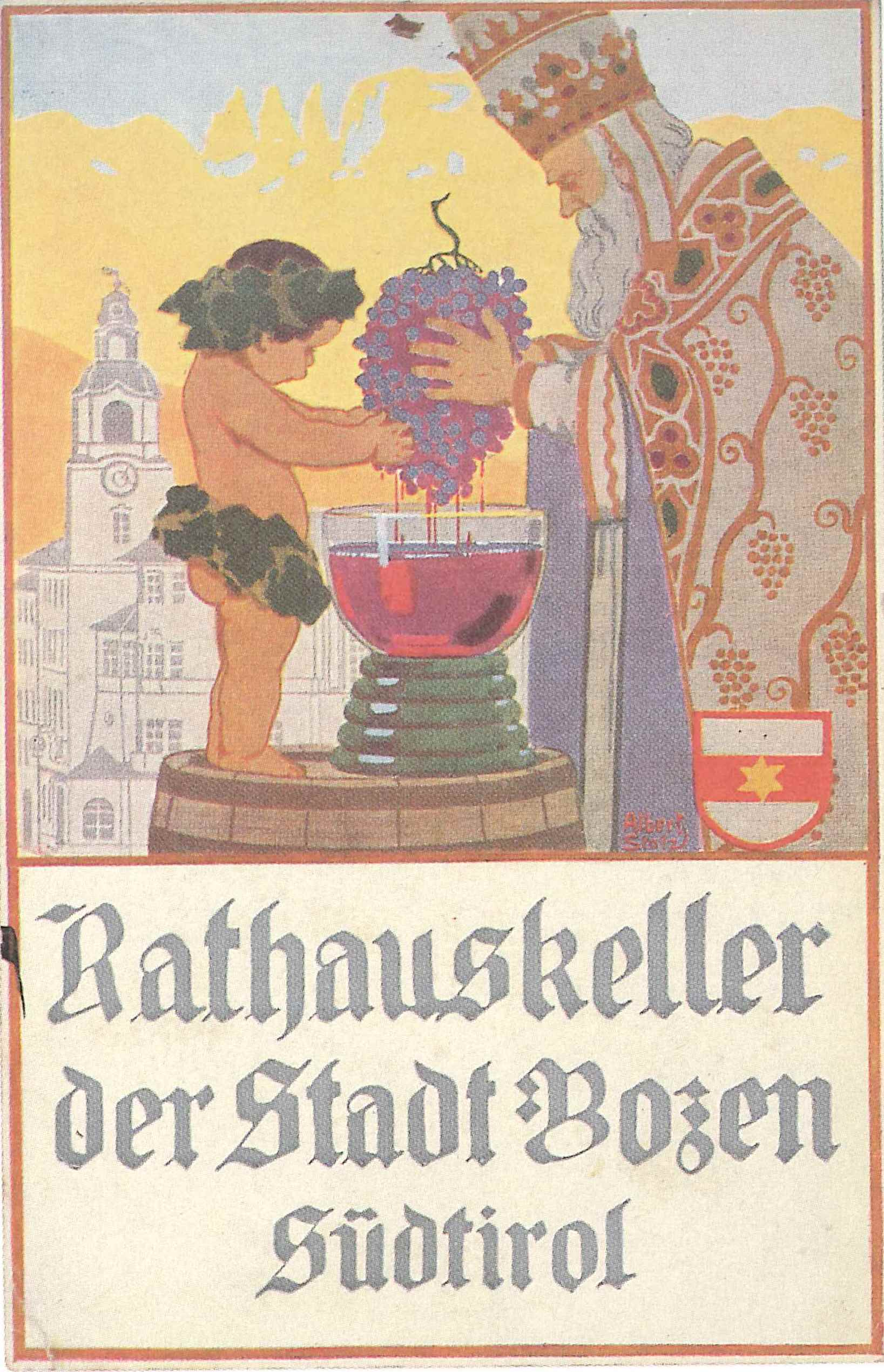
Allegorisches Motiv aus dem Bozner Rathauskeller

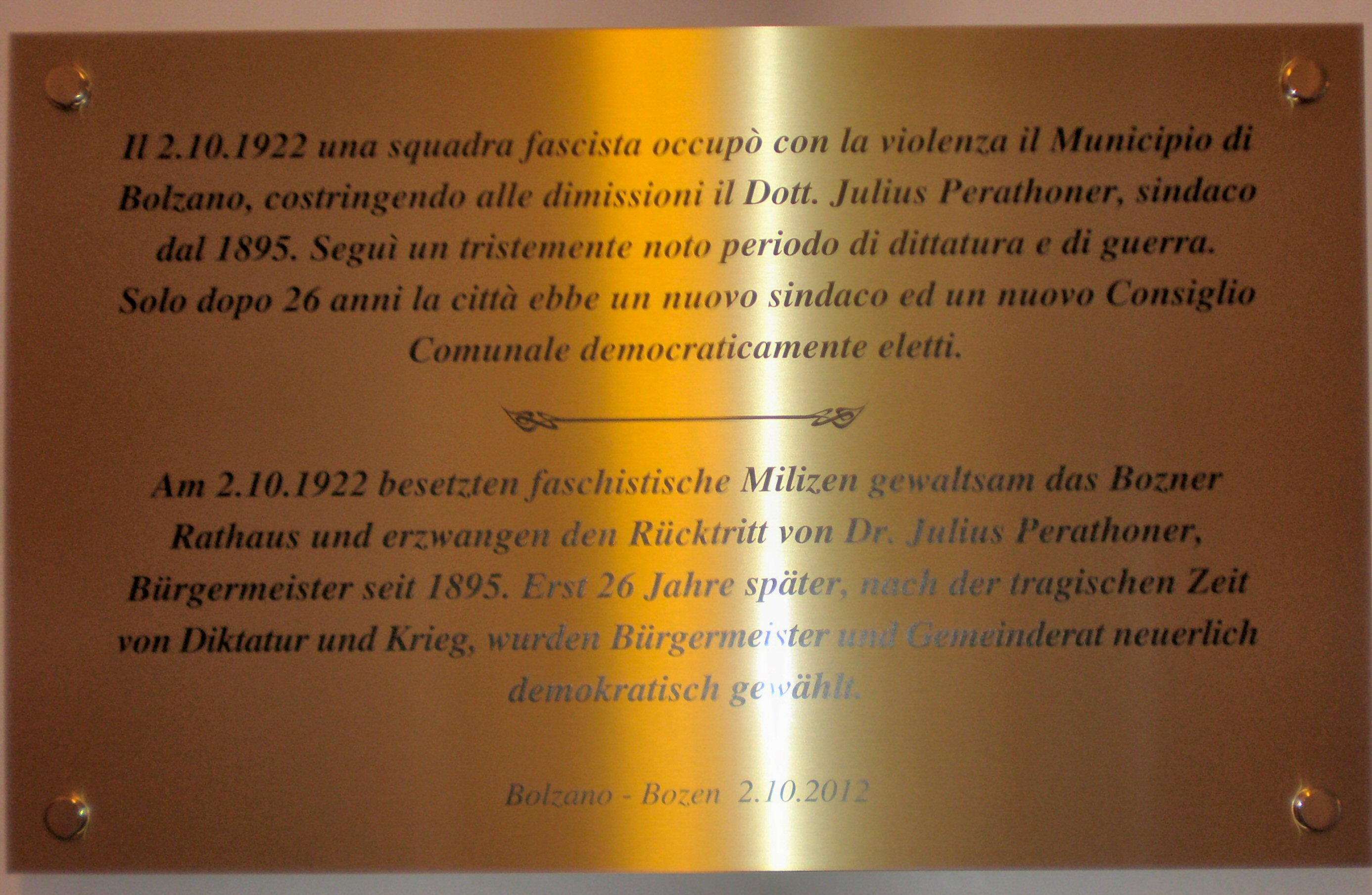
Die im Bozner Rathaus angebrachte Gedenktafel zur Erinnerung an den faschistischen Überfall von 1922

Das neobarocke Rathaus der Südtiroler Landeshauptstadt Bozen befindet sich am Rathausplatz am östlichen Ende der Lauben. Seit 1977 steht es unter Denkmalschutz.
Von 1455 bis 1907 war der Sitz der Bozner Stadtverwaltung im Alten Rathaus im Haus Lauben Nr. 30 untergebracht. Nach dem starken Anwachsen der Stadt in der zweiten Hälfte des 19. Jahrhunderts beschloss der Stadtrat 1901 den Bau eines neuen, größeren Rathauses. Zu diesem Zweck wurden zwei Häuser am südlichen Ende des Dreifaltigkeitsplatzes (heute: Rathausplatz) angekauft und anschließend abgerissen. Für den Neubau schuf zunächst Stadtbaumeister Wilhelm Kürschner ein Vorprojekt, das vom Münchner Professor Carl Hocheder zum Endprojekt überarbeitet wurde. 1904 wurde mit dem Bau begonnen. Die Bauleitung übernahm der Nachfolger Kürschners, Stadtbaumeister Gustav Nolte. Am 22. Dezember 1907 fand die feierliche Einweihung statt.
Besondere Erwähnung verdient der symbolträchtige Sitzungssaal des Gemeinderates im zweiten Stock mit allegorischen Fresken von Gottfried Hofer. Auf Ersuchen von Bürgermeister Julius Perathoner und nach einem detaillierten Programm malte Hofer das Deckenfresko des Gemeinderatssaales als eine Demonstration des national-liberalen Gedankens. Triumphierend hält ein Jüngling die Flamme der Erkenntnis – in den deutschen Farben schwarz-rot-gold – empor und vertreibt damit die dunklen Wolken am rechten Bildrand, die von der Personifizierung der Schule (eine Frau mit Buch) hintangehalten werden. Ein alter Mann begleitet einen Knaben mit Schulbüchern unter dem Arm, der mit bangem Blick zurückblickt, ob die dunklen Wolken ihn ja nur nicht einholen. Über dem Kamin des Saals war ursprünglich eine Büste Kaiser Franz Josephs I. angebracht.

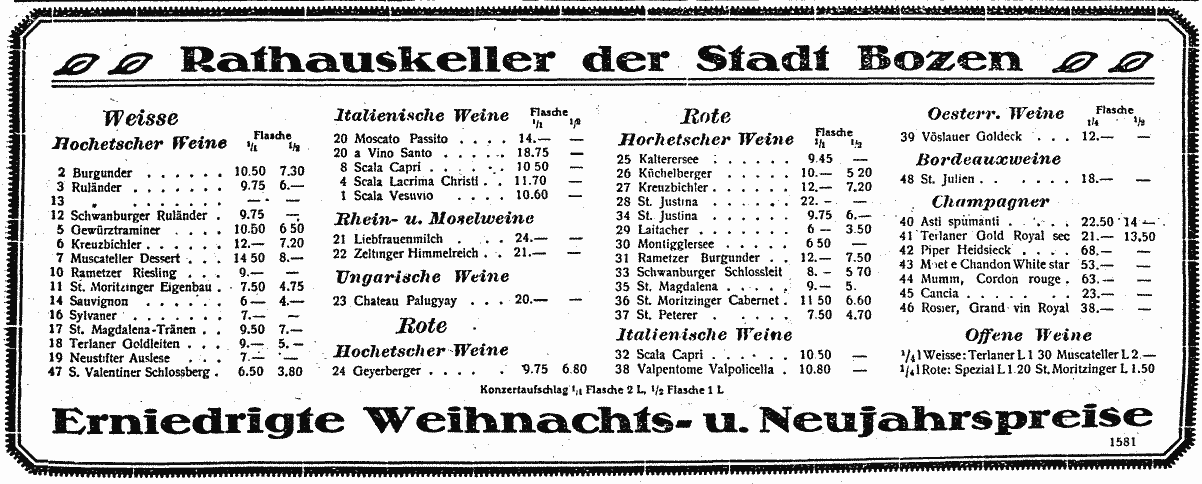
Weinliste des Rathauskellers von 1924 (mit der amtlich verordneten Bezeichnung Hochetsch für Südtirol)

Nach dem Muster Wiens wurde 1912 auch ein Rathauskeller als Restaurant und Weinstube errichtet. Die getäfelten Räume wurden mit Fresken von Albert Stolz ausgeschmückt. Auf einem der Wandgemälde ist ein Kreis von berühmten Persönlichkeiten auf der Terrasse des Ansitzes Unterpayrsberg von Bürgermeister Joseph Streiter dargestellt. Ab den 1970er kurzzeitig eine Diskothek, war der Rathauskeller seit vielen Jahren nicht mehr der Öffentlichkeit zugänglich. Nach erfolgter Restaurierung in den Jahren 2008/09 wurde er zum Sitz des Stadtklubs-Circolo cittadino.
Südwestlich an das 1907 vollendete Repräsentationsgebäude angebaut in der Gumergasse befinden sich moderne Rathaustrakte.
Das Rathaus war am 2. Oktober 1922 auch Schauplatz des Marsches auf Bozen, mit dem die Faschisten den frei gewählten Bürgermeister Julius Perathoner und den Stadtrat gewaltsam zur Demission zwangen. Im Jahr 2012 gedachte die Stadtverwaltung der Ereignisse durch Anbringung einer mahnenden Gedenktafel.